# Flirey
Flirey ist eine Gemeinde (Frankreich) mit 163 Einwohnern (Stand: 1. Januar 2022) im Département Meurthe-et-Moselle in der Region Grand Est (bis 2015 Lothringen). Die Gemeinde gehört zum Arrondissement Toul und zum Kanton Le Nord-Toulois. 

## Geografie
Flirey liegt etwa 35 Kilometer südöstlich von Metz im Regionalen Naturpark Lothringen. Umgeben wird Flirey von den Nachbargemeinden Essey-et-Maizerais im Nordwesten und Norden, Euvezin im Norden, Limey-Remenauville im Osten, Noviant-aux-Prés im Südosten, Bernécourt im Süden, Seicheprey im Südwesten und Westen sowie Saint-Baussant im Westen.

## Geschichte
Am 19. September und am 11. Oktober 1914 gelangen den deutschen Truppen in der Frühphase des Ersten Weltkrieges Geländegewinne. Die 3e armée zog sich gegen die siegreiche 6. Armee Richtung Verdun zurück.

## Bevölkerungsentwicklung
| Jahr                       | 1962 | 1968 | 1975 | 1982 | 1990 | 1999 | 2006 | 2019 |
| Einwohner                  | 141  | 149  | 138  | 154  | 144  | 173  | 206  | 156  |
| Quellen: Cassini und INSEE |      |      |      |      |      |      |      |      |

## Sehenswürdigkeiten
- Kirche Saint-Étienne, 1918 wiedererrichtet
- Ruine der früheren Kirche Saint-Étienne
- Nationalfriedhof

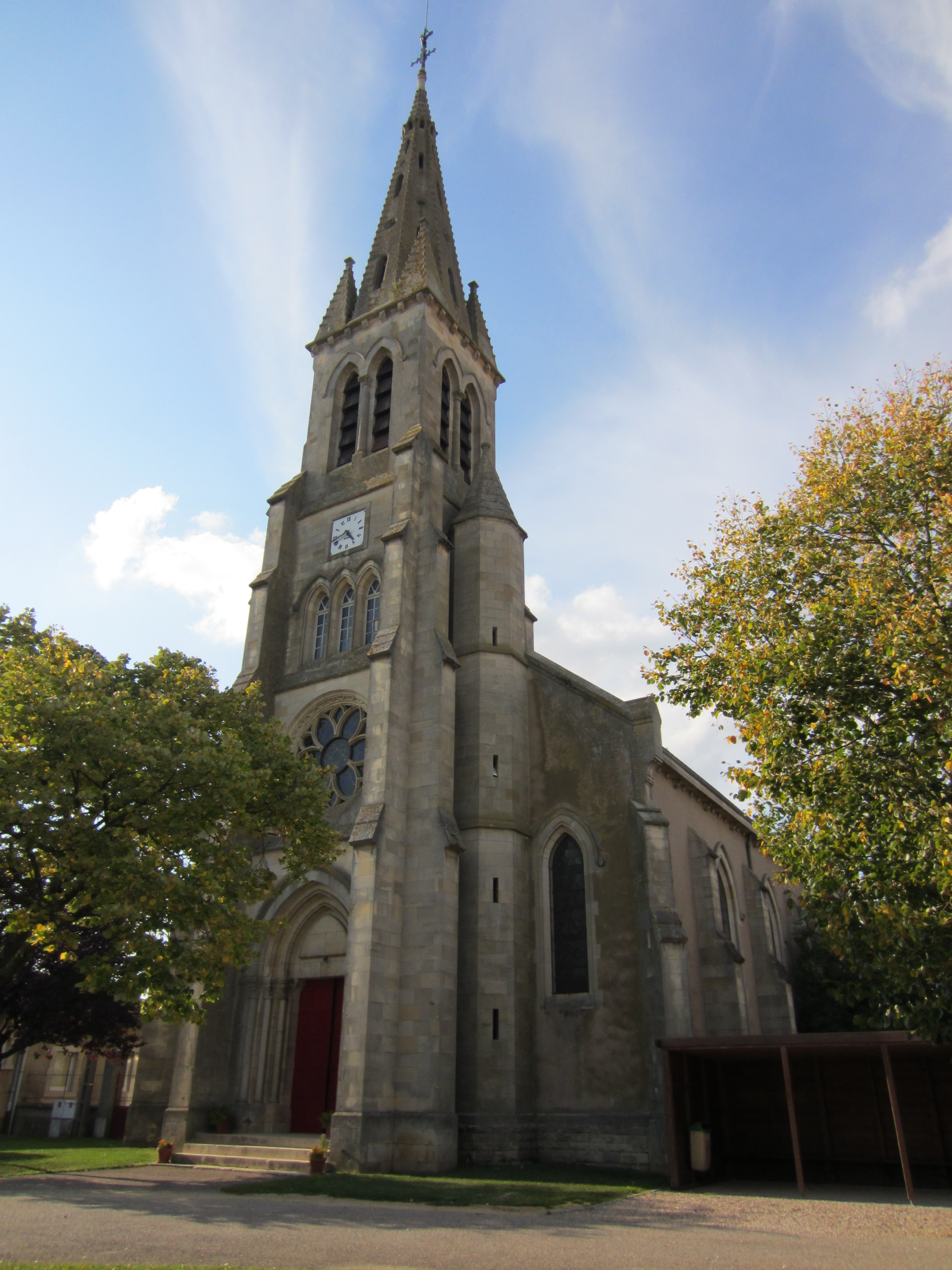
Heutige Kirche Saint-Étienne
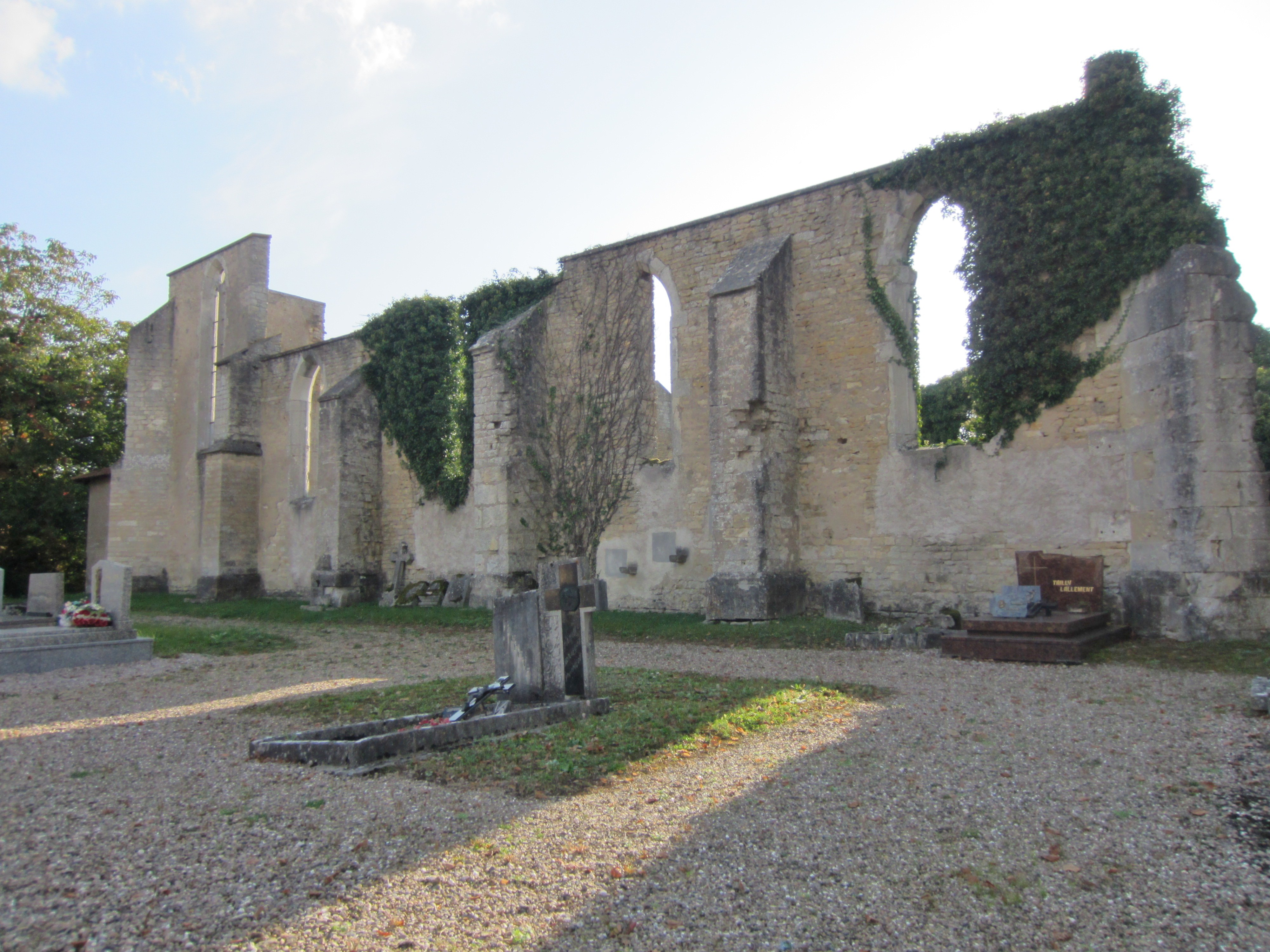
Kirchruine